# Скелетон на Зимским олимпијским играма 2010.
Такмичење у скелетону на Зимским олимпијским играма 2010. у Ванкуверу одржано јее у Вислер клизачком центру 18. и 19. фебруара 2010. Ово су пете Зимске олимпијске игре на којима се одржано талмичење у скелетону. Раније је одржано: 1928. у Санкт Морицу, 1948. такође у Санкт Морицу, 2002. у Солт Лејк Ситију и 2006. у Торину. Такмичење у скелетону је на овим олимпијским играма први пут проширено на два такмичарска дана са по две трке сваког дана у обе конкуренције.
У такмичењу учествује 48 такмичара из 19 земаља.

## Дисциплине
Такмичење у скелетону се одржало у две дисциплине.
| Мушкарци    | Жене        |
| ----------- | ----------- |
| Појединачно | Појединачно |

## Распоред такмичења
| Датум                 | Старт | Финиш | Дисциплина | Фаза     |
| --------------------- | ----- | ----- | ---------- | -------- |
| Четвртак, 18. фебруар | 16:00 | 21:00 | Жене       | 1-2 трка |
| Четвртак, 18. фебруар | 16:00 | 21:00 | Мушкарци   | 1-2 трка |
| Петак 19. фебруар     | 15:45 | 20:30 | Жене       | 3-4 трка |
| Петак 19. фебруар     | 15:45 | 20:30 | Мушкарци   | 3-4 трка |

## Земље учеснице
За учешће на Играма кроз квалификације пласирало се 48 скелетонаца: 28 у мушкој и 20 у женској из 19 земаља.
| - Аустралија (3) - Аустрија (1) - Канада (6) - Француска (1) - Немачка (6) - Уједињено Краљевство (4) | - Ирска (1) - Италија (2) - Јапан (3) - Летонија (2) - Нови Зеланд (3) - Норвешка (1) | - Румунија (1) - Русија (4) - Словенија (1) - Јужна Кореја (1) - Шпанија (1) - Швајцарска (2) - Сједињене Државе (5) |

- У загради се налази број спортиста који се такмичили за ту земљу

## Освајачи медаља

### Мушкарци
| Дисциплина         | Злато                   | Злато   | Сребро                    | Сребро  | Бронза                        | Бронза  |
| ------------------ | ----------------------- | ------- | ------------------------- | ------- | ----------------------------- | ------- |
| Појединачно детаљи | Џон Монтгомери · Канада | 3:29,73 | Мартинс Дукурс · Летонија | 3:29,80 | Александар Третјаков · Русија | 3:30,75 |

### Жене
| Дисциплина         | Злато                                | Злато   | Сребро                       | Сребро  | Бронза              | Бронза  |
| ------------------ | ------------------------------------ | ------- | ---------------------------- | ------- | ------------------- | ------- |
| Појединачно детаљи | Ејми Вилијамс · Уједињено Краљевство | 3:35,64 | Kerstin Szymkowiak · Немачка | 3:36,20 | Ања Хубер · Немачка | 3:36,36 |

## Биланс медаља
| Ранг | Држава               | Злато | Сребро | Бронза | Укупно |
| 1    | Канада               | 1     | 0      | 0      | 1      |
| 1    | Уједињено Краљевство | 1     | 0      | 0      | 1      |
| 3    | Немачка              | 0     | 1      | 1      | 2      |
| 4    | Летонија             | 0     | 1      | 0      | 1      |
| 5    | Русија               | 0     | 0      | 1      | 1      |

## Стаза за скелетон
| Клизачки центар Вислера |
| ----------------------- |
| Шеста кривина стазе     |
| Капацитет: 12. 000      |